# Matt Ryan (fútbol americano)
Matthew Thomas Ryan (Exton, Pensilvania; 17 de mayo de 1985), más conocido como Matt Ryan, es un exjugador profesional de fútbol americano. Jugaba en la posición de quarterback y desarrolló su carrera en los Atlanta Falcons y los Indianapolis Colts de la National Football League (NFL). Ryan pasó sus primeras 14 temporadas con los Falcons y posee los récords de la franquicia en yardas de pase, touchdowns de pase, intentos, pases completos, índice de pasador y victorias. Actualmente es analista de CBS Sports.
Ryan jugó a nivel universitario en Boston College y fue seleccionado en la tercera posición global del Draft de la NFL de 2008 por los Atlanta Falcons.

## Biografía
Ryan es hijo de Bernice y Michael Ryan, una pareja católica de ascendencia irlandesa.
Asistió a William Penn Charter School en Filadelfia, Pensilvania, donde jugó tres años y ganó el premio All-East en el equipo de fútbol americano. Allí también jugó como alero en baloncesto, y como pitcher y shortstop en béisbol.
Está casado con Sarah Ryan y tiene tres hijos: los gemelos Marshall y John, y otro niño, Cal.

## Carrera

### Universidad
Tras su paso por el instituto, Ryan se unió a Boston College para continuar su carrera y formación académica.

#### Estadísticas
| Año     | Equipo         | Partidos | Partidos | Partidos | Pase | Pase  | Pase  | Pase  | Pase | Pase | Pase | Pase  | Carrera | Carrera | Carrera | Carrera |
| Año     | Equipo         | PJ       | PT       | Récord   | Comp | Att   | Pct   | Yds   | Avg  | TD   | Int  | Rate  | Att     | Yds     | Avg     | TD      |
| ------- | -------------- | -------- | -------- | -------- | ---- | ----- | ----- | ----- | ---- | ---- | ---- | ----- | ------- | ------- | ------- | ------- |
| 2004    | Boston College |          |          |          | 35   | 71    | 49.3% | 350   | 2    | 3    | 4.9  | 91.5  | 12      | -3      | 0       | -0.3    |
| 2005    | Boston College |          |          |          | 121  | 195   | 62.1% | 1,514 | 8    | 5    | 7.8  | 135.7 | 37      | 94      | 5       | 2.5     |
| 2006    | Boston College |          |          |          | 263  | 427   | 61.6% | 2,942 | 15   | 10   | 6.9  | 126.4 | 51      | -35     | 4       | -0.7    |
| 2007    | Boston College |          |          |          | 388  | 654   | 59.3% | 4,507 | 31   | 19   | 6.9  | 127.0 | 68      | 2       | 2       | 0.0     |
| Carrera | Carrera        |          |          |          | 807  | 1,347 | 59.9% | 9,313 | 56   | 37   | 6.9  | 126.2 | 168     | 58      | 11      | 0.3     |

### NFL

#### Atlanta Falcons
Ryan fue seleccionado por los Atlanta Falcons en la primera ronda (puesto 3) del draft de 2008. El 20 de mayo, Ryan firmó un contrato de 6 años por un valor de $72 millones, con $34 millones garantizados.
En la semana 4 de la temporada 2016-17, Ryan lanzó 503 yardas de pase y consiguió cuatro touchdowns, en la que Julio Jones, su receptor, capturó 12 pases para 300 yardas y un touchdown, en la victoria por 48-33 frente a los Carolina Panthers. Ambos son el primer dúo de quarterback-receptor en la historia de la NFL, en conseguir 500 yardas de pase y 300 de recepción en un mismo partido.
Con los Falcons, Ryan ha logrado tres títulos de división, y ha conseguido ser Rookie Ofensivo del Año en 2008, y Pro Bowl en tres ocasiones (2010, 2012 y 2014).

#### Indianapolis Colts
El 21 de marzo de 2022 fue traspasado a los Indianapolis Colts a cambio de una elección de tercera ronda del Draft de la NFL de ese año.
Retiro
El 22 de abril de 2024, Ryan anunció oficialmente su retiro y firmó un contrato de un día con Atlanta para retirarse como Falcon.

## Estadísticas
Todas las estadísticas y logros son cortesía de la NFL, Atlanta Falcons y Pro-Football.

### Temporada regular
| Año   | Equipo | Partidos | Partidos | Partidos | Pase  | Pase  | Pase  | Pase   | Pase | Pase | Pase | Pase  | Carrera | Carrera | Carrera | Carrera |
| Año   | Equipo | PJ       | PT       | Récord   | Comp  | Att   | Pct   | Yds    | Avg  | TD   | Int  | Rate  | Att     | Yds     | Avg     | TD      |
| ----- | ------ | -------- | -------- | -------- | ----- | ----- | ----- | ------ | ---- | ---- | ---- | ----- | ------- | ------- | ------- | ------- |
| 2008  | ATL    | 16       | 16       | 11–5     | 265   | 434   | 61.1  | 3440   | 7.9  | 16   | 11   | 87.7  | 55      | 104     | 1.9     | 1       |
| 2009  | ATL    | 14       | 14       | 9–5      | 263   | 451   | 58.3% | 2,916  | 6.5  | 22   | 14   | 80.9  | 30      | 49      | 1.6     | 1       |
| 2010  | ATL    | 16       | 16       | 13-3     | 357   | 571   | 62.5% | 3,705  | 6.5  | 28   | 9    | 91.0  | 46      | 122     | 2.7     | 0       |
| 2011  | ATL    | 16       | 16       | 10–6     | 347   | 566   | 61.3% | 4,177  | 7.4  | 29   | 12   | 92.2  | 37      | 84      | 2.3     | 2       |
| 2012  | ATL    | 16       | 16       | 13-3     | 422   | 615   | 68.6% | 4,719  | 7.7  | 32   | 14   | 99.1  | 34      | 141     | 4.1     | 1       |
| 2013  | ATL    | 16       | 16       | 4-12     | 439   | 651   | 67.4% | 4,515  | 6.9  | 26   | 17   | 89.6  | 17      | 55      | 3.2     | 0       |
| 2014  | ATL    | 16       | 16       | 6–10     | 415   | 628   | 66.1% | 4,694  | 7.5  | 28   | 14   | 93.9  | 29      | 145     | 5.0     | 0       |
| 2015  | ATL    | 16       | 16       | 8–8      | 407   | 614   | 66.3% | 4,591  | 7.5  | 21   | 16   | 89.0  | 30      | 36      | 63      | 0       |
| 2016  | ATL    | 16       | 16       | 11-5     | 373   | 534   | 69.9% | 4,944  | 9.3  | 38   | 7    | 117,1 | 37      | 35      | 117     | 0       |
| 2017  | ATL    | 16       | 16       | 10−6     | 342   | 529   | 64.7  | 4,095  | 7.7  | 20   | 12   | 91.4  | 32      | 143     | 4.5     | 0       |
| 2018  | ATL    | 16       | 16       | 7−9      | 422   | 608   | 69.4  | 4,924  | 8.1  | 35   | 7    | 108.1 | 33      | 125     | 3.8     | 3       |
| 2019  | ATL    | 15       | 15       | 7−8      | 408   | 616   | 66.2  | 4,466  | 7.3  | 26   | 14   | 92.1  | 34      | 147     | 4.3     | 1       |
| 2020  | ATL    | 16       | 16       | 4−12     | 407   | 626   | 65.0  | 4,581  | 7.3  | 26   | 11   | 93.3  | 29      | 92      | 3.2     | 2       |
| 2021  | ATL    | 17       | 17       | 7−10     | 375   | 560   | 66.9  | 3,968  | 7.1  | 20   | 12   | 90.4  | 40      | 82      | 2.1     | 1       |
| Total | Total  | 222      | 222      | 120−102  | 5,242 | 8,003 | 65.5  | 59,735 | 7.5  | 367  | 170  | 94.2  | 487     | 1,469   | 3.0     | 20      |

### Playoffs
| Temporada | Equipo  | Juegos | Registro (V-D) | PT | Pases | Pases | Pases | Pases | Pases | Pases | Pases | Pases | Pases  | Acarreos | Acarreos | Acarreos | Acarreos | Acarreos | Capturas | Capturas | Fumbles | Fumbles |
| Temporada | Equipo  | Juegos | Registro (V-D) | PT | Comp  | Att   | Pct   | Yds   | YPA   | Lg    | TD    | Int   | Índice | Att      | Yds      | Prom     | Lg       | TD       | Cap      | Yds      | Fum     | Perd    |
| --------- | ------- | ------ | -------------- | -- | ----- | ----- | ----- | ----- | ----- | ----- | ----- | ----- | ------ | -------- | -------- | -------- | -------- | -------- | -------- | -------- | ------- | ------- |
| 2008      | ATL     | 1      | 0–1            | 1  | 26    | 40    | 65.0% | 199   | 5.0   | 28    | 2     | 2     | 72.8   | 4        | 6        | 1.5      | 2        | 0        | 3        | --       | 1       | 0       |
| 2010      | ATL     | 1      | 0–1            | 1  | 20    | 29    | 69.0% | 186   | 6.9   | 22    | 1     | 2     | 69.0   | 1        | 0        | 0.0      | 0        | 0        | 5        | --       | 1       | 0       |
| 2011      | ATL     | 1      | 0–1            | 1  | 24    | 41    | 58.5% | 199   | 4.9   | 21    | 0     | 0     | 71.1   | 3        | 3        | 1.0      | 3        | 0        | 2        | --       | 0       | 0       |
| 2012      | ATL     | 2      | 1-1            | 2  | 54    | 77    | 70.1% | 646   | 8.4   | 47    | 6     | 3     | 105.2  | 3        | 9        | 3.0      | 6        | 0        | 1        | --       | 1       | 0       |
| 2016      | ATL     | 3      | 2-1            | 3  | 70    | 98    | 71.4% | 1014  | 9.7   | 73    | 9     | 0     | 135.3  | 6        | 20       | 3.3      | 14       | 1        | 3        | --       | 2       | 2       |
| Carrera   | Carrera | 8      | 3-5            | 8  | 194   | 285   | 68.1  | 2,244 | 6,9   | 73    | 18    | 7     | 90,7   | 86       | 135      | 1,5      | 14       | 1        | 14       | --       | 5       | 2       |

### Super Bowl
| Temporada | Equipo  | Rival   | Edición | Resultado | Pases | Pases | Pases | Pases | Pases | Pases | Pases | Pases  | Acarreos | Acarreos | Acarreos | Acarreos | Capturas | Capturas | Fumbles | Fumbles |
| Temporada | Equipo  | Rival   | Edición | Resultado | Comp  | Att   | Pct   | Yds   | YPA   | TD    | Int   | Índice | Att      | Yds      | Prom     | TD       | Cap      | Yds      | Fum     | Perd    |
| --------- | ------- | ------- | ------- | --------- | ----- | ----- | ----- | ----- | ----- | ----- | ----- | ------ | -------- | -------- | -------- | -------- | -------- | -------- | ------- | ------- |
| 2016      | ATL     | NE      | LI      | P 28-34   | 17    | 23    | 73.9  | 284   | 12.3  | 2     | 0     | 144.1  | 0        | 0        | 0        | 0        | 5        | 44       | 1       | 1       |
| Carrera   | Carrera | Carrera | 1       | 0-1       | 17    | 23    | 73.9  | 284   | 12.3  | 2     | 0     | 144.1  | 0        | 0        | 0        | 0        | 5        | 44       | 1       | 1       |